# Уэст, Томас, 9-й барон де Ла Варр
Томас Уэст (англ. Thomas West; приблизительно 1475 — 25 сентября 1554) — английский аристократ, 6-й барон Уэст и 9-й барон де Ла Варр с 1525 года. Рыцарь Бани, кавалер ордена Подвязки. Был придворным короля Генриха VIII, участвовал в походах во Францию. В 1538—1539 годах подозревался в причастности к «заговору Эксетера», но был помилован. В правление Эдуарда VI принадлежал к окружению своего родственника Джона Дадли, герцога Нортумберленда. Тем не менее в 1553 году встал на сторону королевы Марии I.

## Биография
Томас Уэст был старшим сыном Томаса Уэста, 5-го барона Уэста и 8-го барона де Ла Варра, и его жены Элизабет Мортимер. Он родился приблизительно в 1472 или 1475 году. В 1492 году Уэста приняли в юридическую корпорацию Грейс-Инн. 25 января 1503 года он присутствовал на пиру по случаю брака принцессы Маргарет и короля Шотландии Якова IV. В 1513 году участвовал во французской экспедиции в чине капитана, сражался под Теруаном и Турне, а 14 октября 1513 года в Лилле получил звание рыцаря-баннерета.
По возвращении в Англию Уэст поселился в поместье Халнакер или Халфакер в Сассексе, приобретённом благодаря женитьбе на Элизабет Бонвилл. Время от времени он посещал двор; в 1520 году был на Поле золотой парчи, где Генрих VIII встретился с королём Франции Франциском I, позже присутствовал при встречах Генриха с императором Карлом V (в Гравелине 10 июля 1520 года и в Кентербери 27 мая 1522). В 1523—1524 годах сэр Томас был уполномоченным по субсидиям в Сассексе. 10 ноября 1524 года он был назначен верховным шерифом Сассекса и Суррея. После смерти отца в 1525 году Уэст унаследовал семейные владения и титулы. Перестроив Халнакер, он принял там Генриха VIII в августе 1526 года с большой пышностью. Возможно, связанные с этим расходы стали причиной постоянных писем барона канцлеру Томасу Кромвелю, в которых он жаловался на свою бедность и просил освободить от обязанности заседать в парламенте.
Вместе с другими пэрами Уэст подписал датированное 13 июля 1530 года послание папе римскому Клименту VII с просьбой расторгнуть брак Генриха VIII и Екатерины Арагонской. В апреле 1534 года сэр Томас стал уполномоченным в Сассексе для приведения местных жителей к присяге в соответствии с новым актом о престолонаследии. В июле 1534 года он участвовал в суде над бароном Дакром и поддержал решение об оправдании, в мае 1536 года был в числе пэров, приговоривших к смерти Анной Болейн и её брата виконта Рочфорда (своего друга). С этого момента барон был в составе той придворной партии, которой не нравились религиозные реформы. В 1537 году его дважды выдвигали в кавалеры ордена Подвязки (оба раза неудачно). Уэст был в числе пэров, которые 14 мая 1537 года приговорили к смерти Джона Хасси, барона Хасси из Слифорда, и Томаса Дарси, 1-го барона Дарси, участвовавших в католическом восстании.
15 октября 1537 года сэр Томас участвовал в церемонии крещения принца Эдуарда (впоследствии короля Эдуарда VI), 14 ноября — в похоронах королевы Джейн Сеймур. Он старался демонстрировать верноподданические чувства (пример тому — письмо Кромвелю от 14 апреля 1538 года, в котором барон сообщает о крамольных высказываниях викария Уолбертона, прихода близ Халнакера), но с этим сочетался жёсткий религиозный консерватизм. Известно, что Уэст уволил одного из своих слуг, так как тот «придерживался новых взглядов». Из-за такого поведения барона заподозрили в нелояльности. Его положение ухудшилось после ареста близких друзей — сэра Джеффри Поула и барона Монтегю, обвинённых в измене. Поул упомянул в своих показаниях пребендария Чичестера Джорджа Крофтса, а тот рассказал на допросе, что Уэст обвинял правительство в нечестных махинациях (оно якобы добилось осуждения барона Дарси, пообещав пэрам, что король его помилует). Зять сэра Томаса, сэр Генри Оуэн, рассказал следователям, что Уэст часто осуждал «разрушение аббатств и чтение новых английских книг» и поддерживал тесные отношения с Генри Куртене, маркизом Эксетером, которого считали главой заговора.
4 ноября 1538 года Эксетер и Монтегю были отправлены в Тауэр. Историки считают примечательным, что в тот самый день Томас Кромвель получил от Уэста крупную сумму в 20 фунтов стерлингов. В конце ноября барона допросили в Тайном совете и отправили под домашний арест, 2 декабря он тоже оказался в Тауэре. Однако уже 20 декабря Уэста освободили под залог в три тысячи фунтов, причём в числе поручителей были герцоги Норфолк и Саффолк и граф Сассекс. В ноябре 1539 года король простил сэра Томаса. Тому пришлось в качестве ответного шага уступить короне свою главную резиденцию, Халнакер, в обмен на земли женского монастыря Уэрвелл в Хэмпшире (1540).
В последующие годы барон снова появлялся при дворе; в частности, он присутствовал при первой встрече Генриха VIII с Анной Клевской 3 января 1540 года. В 1541 года ещё два раза была отклонена кандидатура сэра Томаса в орден Подвязки. Во время царствования Эдуарда VI положение Уэста укрепилось, так как
фактическим правителем страны стал Джон Дадли, муж его племянницы Джейн Гилфорд. Возможно, благодаря Дадли барон стал, наконец, кавалером ордена Подвязки (1 декабря 1549 года), а в 1551 году занял должность лорда-лейтенанта Сассекса. Однако после смерти Эдуарда в 1553 году, когда Дадли поддержал воцарение Джейн Грей, Уэст встал на сторону принцессы Марии. Последняя, став королевой, наградила его рентой в 200 Марка (весовая и денежная единица)марок и местом в Тайном совете.
Барон умер в октябре 1554 года. Его похоронили в Брадуотере, рядом с отцом. Друг сэра Томаса Генри Паркер, 10-й барон Морли, написал поэтическую эпитафию.

## Семья и наследство
Томас Уэст был женат на Элизабет Бонвилл, дочери сэра Джона Бонвилла. Этот брак остался бездетным, и поэтому после 1540 года барон усыновил своего племянника Уильяма — сына сэра Джорджа Уэста из Уорблтона. В 1549 году сэр Томас подал против Уильяма иск о лишении наследства, заявив, что тот пытался его отравить. Палата лордов этот иск одобрила, но палата общин, по-видимому, отвергла, так как в 1550 году он был подан повторно. Уэст-младший в связи с обвинением оказался в Тауэре. Он отрицал свою вину, но в конце концов обе палата парламенты постановили лишить его наследства. Позже сэр Томас простил приёмного сына, назначил ему пожизненное содержание в 350 фунтов стерлингов в год, передал дом в Лондоне и два поместья.
После смерти барона его титулы были признаны выморочными. Однако в 1563 году Уильям был восстановлен в правах наследника, а в 1570 году получил патент на титул барона де Ла Варра.